# Kom tillbaka innan du går
Kom tillbaka innan du går från 2004 är ett musikalbum med Ann-Kristin Hedmark. Skivan är en hyllning till den då nyligen bortgångne Berndt Egerbladh. Skivans titel är ett resultat av samarbetet mellan Egerbladh och artisten och poeten Patrick El-Hag, som inleddes med att Egerbladh bad El-Hag att skriva texter till instrumentalstycken som Egerbladh släppt på albumen Night Pieces (1992) och Mousse au Chocolate (2001). Albumet innehöll även två texter av Kristina Lugn och en text av Jonas Gardell. 
Skivan fick toppbetyg i Svenska Dagbladet, Smålands-Tidningen, Hallandsposten, Norrbottens-Kuriren, Tidningen Ångermanland,     och exceptionella omdömen i bland annat Dagens Nyheter, Östgöta-Correspondenten, Jönköpings-Posten och Helsingborgs dagblad.   Singeln Visa vid sommarens slut testades till Svensktoppen i september 2004.

## Låtlista
Musiken är skriven av Berndt Egerbladh och texten av Patrick El-Hag om inget annat anges.
1. Visa vid sommarens slut – 3:45
2. Söndagar är bra att fördriva – 5:16
3. Vinden blåser än (Till minnet av Lars Gullin) – 5:41
4. Tyst nu (Billie Holiday/Jonas Gardell) – 3:54
5. En kärlekshistoria – 4:21
6. Var inte rädd (Cyndi Lauper/Rob Hyman/Kristina Lugn) – 5:01
7. Kom tillbaka innan du går – 3:17
8. Det som var (Jerome Kern/Otto Harbach/Patrick El-Hag) – 6:15
9. Vemodig vals – 5:37
10. Kom vila (John Martyn/Kristina Lugn) – 4:50

## Medverkande
- Ann-Kristin Hedmark – sång
- John Högman – baryton- & tenorsax
- Mats Öberg – piano, munspel, dragspel
- Bengt Karlsson – gitarr
- Thomas Arnesen – gitarr
- Anders Johansson – bas
- Rafael Sida – slagverk